# Neuville-en-Avesnois
Neuville-en-Avesnois – miejscowość i gmina we Francji, w regionie Hauts-de-France, w departamencie Nord.
Według danych na rok 1990 gminę zamieszkiwały 283 osoby, a gęstość zaludnienia wynosiła 89 osób/km² (wśród 1549 gmin regionu Nord-Pas-de-Calais Neuville-en-Avesnois plasuje się na 943. miejscu pod względem liczby ludności, natomiast pod względem powierzchni na miejscu 829.).